# Културни изследвания
Културни изследвания (на английски: Cultural studies) е научна област, която съчетава политическа икономика, комуникация, социология, социална теория, литературна теория, медийна теория, кино/видео изследвания, културна антропология, философия, музейни изследвания и история на изкуството/арт-критика за изследването културни феномени в различни общества. Културните научни изследвания често се концентрира върху това как функционира определен феномен се отнася до въпросите на идеологията, националността, етническата принадлежност, социалната класа и/или пола (gender). Според Амелия Личева „този тип изследвания обикновено биват идентифицирани с наличието на своеобразна мрежа от теоретични и политически нагласи, либерални стратегии, постмодерни заигравания.“
Терминът е изкован от Ричард Хогарт през 1964, когато основава Бирмингамския център за съвременни културни изследвания (Birmingham Centre for Contemporary Cultural Studies, CCCS).

## В България
Тази изследователска област навлиза в България (известен период) след 10 ноември 1989, когато отпадат „възбраните“ към западната хуманитарна наука и осъжданията ѝ и от страна на комунистическата власт.